# Sư đoàn súng trường cận vệ số 23
Sư đoàn súng trường cận vệ số 23 là sư đoàn súng trường ưu tú của Hồng quân Liên Xô được thành lập vào tháng 3 năm 1942, dựa trên Sư đoàn súng trường số 88 và chiến đấu cho đến hết chiến tranh vệ quốc vĩ đại. Sư đoàn này là một trong hai sư đoàn cận vệ đầu tiên của Liên Xô được thành lập ở cực Bắc của Hồng quân. Sư đoàn còn lại là Sư đoàn cận vệ số 10. Sư đoàn thuộc Phương diện quân Karelia, cho đến tháng 10, nó được chuyển về phía Nam, vào biên chế của Quân đoàn xung kích số 1 of Phương diện quân Tây Bắc. Sư đoàn nằm trong biên chế Quân đoàn này cho đến cuối năm 1944. Sư đoàn đã tham gia cuộc chiến bao vây Demyansk cho đến khi quân Đức phá được vòng vây vào tháng 3 năm 1943. Sau đó sư đoàn vượt qua các cánh rừng  và đầm lầy phía Nam hồ Ilmen, nằm trong đội hình của Tập đoàn quân súng trường cận vệ số 14, cho đến khi tham gia Chiến dịch Leningrad-Novgorod vào cuối tháng 1 năm 1944. Sư đoàn cận vệ số 23 đã giải phóng Staraya Russa vào giữa tháng 2, kết thúc sau một tuần tại Dno. Quân đoàn xung kích số 1 (giờ nằm trong Phương diện quân Baltic 2) tiếp cận phòng tuyến Panther của Phát xít Đức phía Nam hồ Peipus, hỗ trợ phá vỡ tuyến phòng thủ của quân Đức trong Chiến dịch Baltic (tháng 7). Do đã giải phóng Ostrov, sư đoàn được trao tặng danh hiệu Huân chương cờ đỏ trước khi tiếp tục tham gia giải phóng Riga vào tháng 10. Sư đoàn lúc này đang thuộc biên chế của Tập đoàn quân súng trường cận vệ số 12, sau đó vào tháng 11 được chuyển về lại Quân đoàn xung kích só 3 thuộc Phương diện quân Belarusia số 1. Sư đoàn cận vệ số 23 tiếp tục nằm trong đội hình của Phương diện quân này cho đến hết chiến tranh, tham chiến tại Ba Lan, Tây Đức, và tiến về giải phóng Berlin năm 1945, được vinh danh lần thứ 2 sau khi trận chiến kết thúc. Dù cho có thành tích chiến đấu nổi bật, sư đoàn đã bị giải thể vào năm 1947.

## Sau chiến tranh
Ngày 2/5 sư đoàn đã được trao tặng huân chương chiến đấu lần thứ 2:
"BERLIN... 23rd Guards Rifle Division (Major General Shafarenko, Pavel Mendelevich)... The troops who participated in the capture of Berlin, by the order of the Supreme High Command of 2 May, 1945, and a commendation in Moscow, are given a salute of 24 artillery salvoes from 324 guns."
Ngày 28 tháng 5, các đơn vị của sư đoàn cận vệ số 23 được khen thưởng vì những thành tích chiến đấu trong trận Berlin: các đơn vị Trung đoàn súng trường số 63 và số 68 nhận được huân chương Order of Suvorov, hạng 3, trong khi trung đoàn số 66 được trao tặng Order of Kutuzov hạng 3 và Tiểu đoàn chống tăng cận vệ số 28 được trao tặng Huân chương sao đỏ. Có 13 người bao gồm Thiếu tá Nikin đã được phong tặng danh hiệu Anh hùng Liên Xô. Trong số họ có Thiếu tá Lyudmila Stepanovna Kravets, đã thay đại đội trưởng bị thương để chỉ huy đại đội ngày 17 tháng 4 sau đó sơ tán binh sĩ bị thương trong các trận chiến đường phố ở Berlin.
Theo chỉ thị của STAVKA ngày 29 tháng 5, sư đoàn cận vệ số 23, cùng với Tập đoàn quân cận vệ số 12 cùng với phần còn lại của quân đoàn xung kích số 3, trở thành một phần của Cụm quân Liên Xô đóng tại Đức. Kể từ năm 1946, Cụm quân được rút gọn về tổ chức, do đó năm 1947, sư đoàn đã được giải thể.

### Citations
1. ↑  http://www.soldat.ru/spravka/freedom/5-germany.html. In Russian. Retrieved January 6, 2020.
2. ↑  Affairs Directorate of the Ministry of Defense of the Soviet Union 1967b, tr. 272-73, 276.
3. ↑  http://www.warheroes.ru/hero/hero.asp?Hero_id=285. In Russian; English translation available. Retrieved January 6, 2020
4. ↑  Stavka Order No. 11095

### Bibliography
- Affairs Directorate of the Ministry of Defense of the Soviet Union (1967a). Сборник приказов РВСР, РВС СССР, НКО и Указов Президиума Верховного Совета СССР о награждении орденами СССР частей, соединениий и учреждений ВС СССР. Часть I. 1920 - 1944 гг [Collection of orders of the RVSR, RVS USSR and NKO on awarding orders to units, formations and establishments of the Armed Forces of the USSR. Part I. 1920–1944] (PDF) (bằng tiếng Nga). Moscow. Bản gốc (PDF) lưu trữ ngày 27 tháng 3 năm 2019. Truy cập ngày 29 tháng 12 năm 2019.
- Affairs Directorate of the Ministry of Defense of the Soviet Union (1967b). Сборник приказов РВСР, РВС СССР, НКО и Указов Президиума Верховного Совета СССР о награждении орденами СССР частей, соединениий и учреждений ВС СССР. Часть II. 1945 – 1966 гг [Collection of orders of the RVSR, RVS USSR and NKO on awarding orders to units, formations and establishments of the Armed Forces of the USSR. Part II. 1945–1966] (PDF) (bằng tiếng Nga). Moscow. Bản gốc (PDF) lưu trữ ngày 3 tháng 10 năm 2020. Truy cập ngày 10 tháng 4 năm 2023.
- Grylev, A. N. (1970). Перечень № 5. Стрелковых, горнострелковых, мотострелковых и моторизованных дивизии, входивших в состав Действующей армии в годы Великой Отечественной войны 1941-1945 гг [List (Perechen) No. 5: Rifle, Mountain Rifle, Motor Rifle and Motorized divisions, part of the active army during the Great Patriotic War 1941–1945] (bằng tiếng Nga). Moscow: Voenizdat. p. 173
- Main Personnel Directorate of the Ministry of Defense of the Soviet Union (1964). Командование корпусного и дивизионного звена советских вооруженных сил периода Великой Отечественной войны 1941–1945 гг [Commanders of Corps and Divisions in the Great Patriotic War, 1941–1945] (bằng tiếng Nga). Moscow: Frunze Military Academy. pp. 308